# Ратко Драгићевић
Ратко Драгићевић (Мланча, 15. јануар 1950) српски је песник и књижевник. Основну школу је завршио у Орљој Глави и у Роћевићима код Краљева. Подофицирску школу везе је завршио у Београду, а затим је студирао Саобраћајни факултет у Загребу. Живи у Београду.
Члан је Удружења књижевника Србије. Његово најзначајније дело су Студеничке приче.

## Каријера
Радни век је провео у војсци Југославије и војсци Србије и Црне Горе, где је служио у Вараждину, Краљеву, Ваљеву, Горњем Милановцу и Београду. Активну службу је окончао у Генералштабу Војске Југославије у Обавештајној управи.

## Дела
Књиге песама:
- С ону страну кожe (1986; Стражилово)
- Устрељен сном (1989; Стражилово)
- Испосница (1998: БИГЗ); (2020: ПОЕТИКУМ)
- Да прогледам Господе (2006; Светови)

Проза:
- Обурвана земља (1992: Слово) ; (2002; Прометеј)
- Амбис (1994; Научна књига)
- Студеничке приче (2020: Прометеј)